# Heinz Rühmann
Heinrich Wilhelm (Heinz) Rühmann, född 7 mars 1902 i Essen, död 3 oktober 1994 i Aufkirchen/Berg am Starnberger See, var en tysk skådespelare, filmregissör och filmproducent. Rühmann, som slog igenom 1930 i filmen Kärlek och bensin, var en av Tysklands populäraste skådespelare under 1930-talet och andra världskriget, främst som komediaktör. Hans roller var ofta som anspråkslösa och glada män som genom list och spratt drar det längsta strået. Efter kriget återkom han i högre grad i karaktärsroller. 1972 tilldelades han det tyska hederspriset för film, Filmband in Gold.

## Biografi
Heinz Rühmann var son till Margarethe och Hermann Rühmann. Han tillbringade barndomen i Essen, men flyttade i ungdomen till München. Där började han 1919 ta lektioner i skådespeleri och redan 1920 fick han engagemang vid Thalia-Theater i Breslau. Han blev mer allmänt uppmärksammad då han började spela i farser på Münchner Schauspielhaus och Münchner Kammerspiele mot mitten av 1920-talet. Det ledde till att teaterchefen Max Reinhardt gav honom arbete i Berlin där han likväl firade triumfer i komiska roller. Hans filmdebut skedde 1926. Vid ljudfilmens genombrott 1930 var han en etablerad komiker i Weimarrepubliken och spelade i populära tidiga ljudfilmskomedier.
Efter NSDAPs maktövertagande 1933 fortsatte Rühmann sin karriär som skådespelare. Många av hans tyska kollegor medverkade under dessa år i propagandafilmer, men Rühmann förhöll sig neutral politiskt och sågs fortsatt nästan enbart i underhållningsfilmer och komedier. Ett typiskt exempel är Den falske Sherlock Holmes där Rühmann spelade medhjälpare till Hans Albers huvudroll. Vissa av hans filmer som Quax, alla tiders flygare 1941 har dock ansetts innehålla subtil partipropaganda. Under denna era gjordes en av Rühmanns kändaste filmer, komedifilmen Skolans skräck, där han gjorde rollen som en vuxen man som börjar gymnasiet under täckmantel och utsätter lärarna där för olika spratt. Regimen ville ursprungligen förbjuda filmen på grund av "bristande respekt för auktoriteter" men genom Rühmanns inflytande upphävdes förbudet och filmen hade premiär 1944. 
1938 skilde han sig från sin första fru Maria Bernheim, som kom att utvandra till Sverige 1943. Han gifte om sig med Hertha Feiler 1939. Båda fruar hade judiskt släktskap vilket vållade Rühmann problem på grund av Nürnberglagarna. Efter kriget anklagades han för opportunism i samband med skilsmässan från den första frun, och även för att ha dragit andra fördelar genom kontakter med ledande politiker som Joseph Goebbels.
Han fick tillfälligt arbetsförbud av Allierade kontrollrådet 1945, vilket drogs tillbaka tidigt 1946. Från 1940-talets slut medverkade han åter i tyska underhållningsfilmer. Hans roll i Helmut Käutners filmatisering av Kuppen i Köpenick 1956 gjorde att han fick mer uppmärksamhet som karaktärsskådespelare. Filmen nominerades till en Oscar för bästa utländska film. TVå år senare gjorde han en dramatisk allvarlig roll som poliskommissarie i kriminalfilmen Brott på ljusa dagen. 1965 gjorde han sin enda filmroll på engelska i Stanley Kramers Narrskeppet. Han var i hög grad aktiv fram till 1970-talets slut, men medverkade sedan sporadiskt i film och TV fram till 1993 då han 91 år gammal gjorde sin sista filmroll i Fjärran, så nära!
Heinz Rühmann avled den 3 oktober 1994, 92 år gammal.

## Eftermäle
Asteroiden 15762 Rühmann är uppkallad efter honom.

## Filmografi

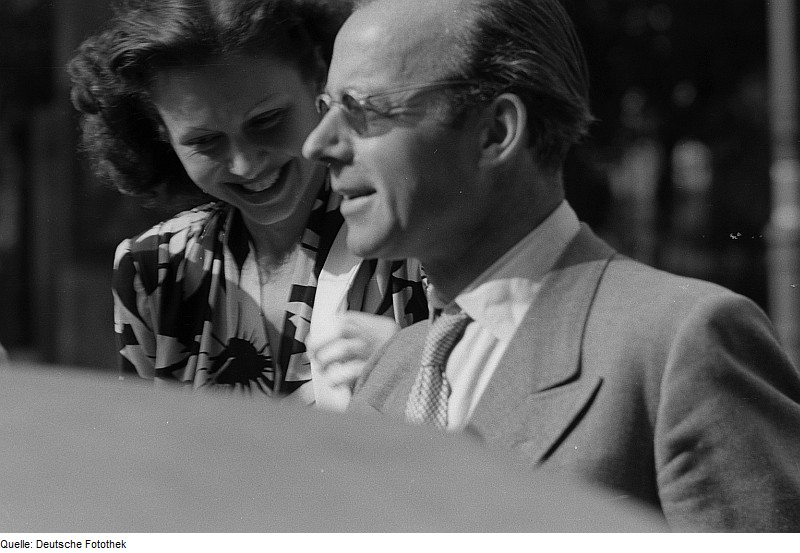
Hertha Feiler och Heinz Rühmann 1946.

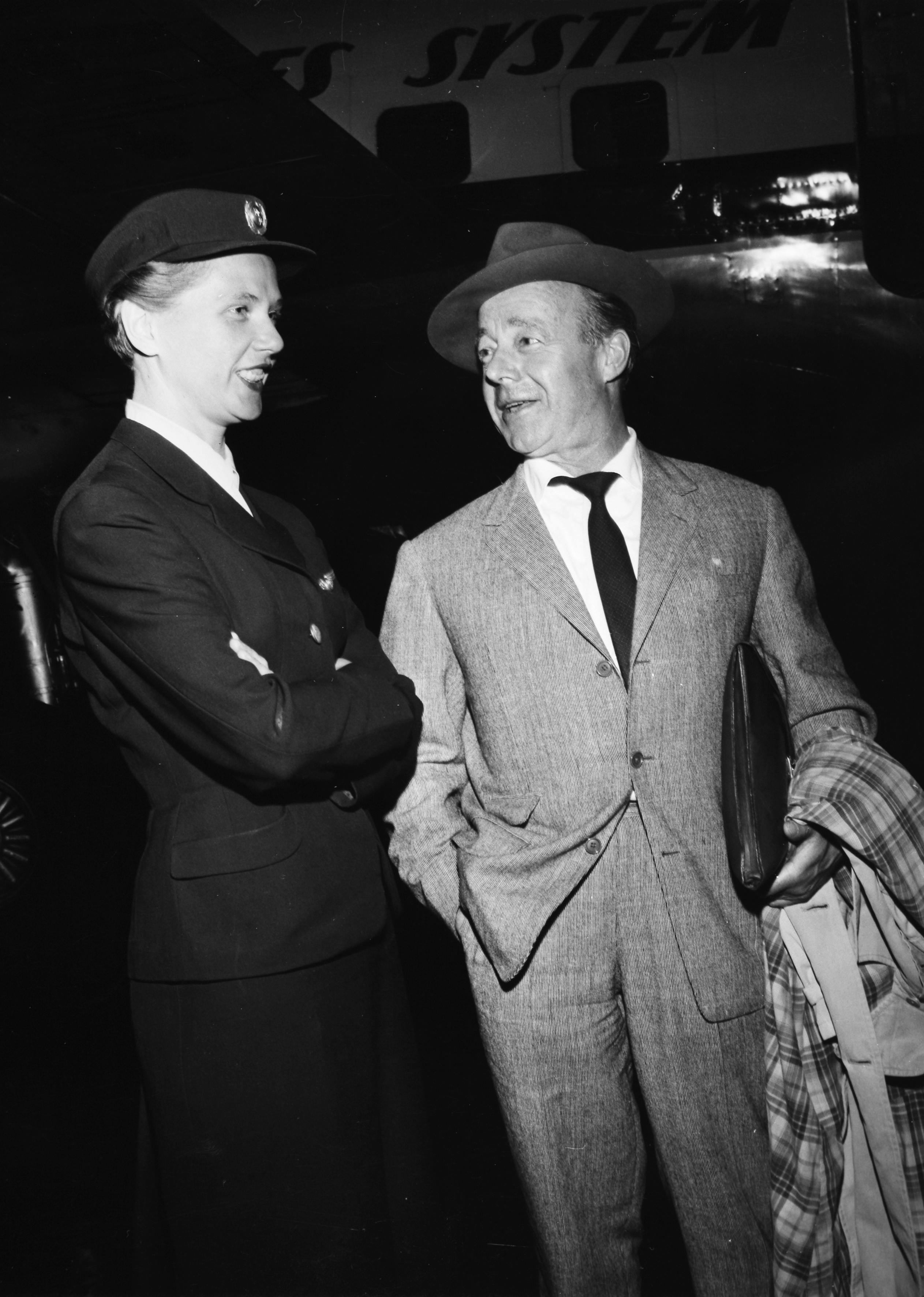
Heinz Rühmann i samspråk med en flygvärdinna, 1958.

| År   | Titel                                                                   | Roll                                         | Not                             |
| ---- | ----------------------------------------------------------------------- | -------------------------------------------- | ------------------------------- |
| 1926 | Das deutsche Mutterherz                                                 | Oscar                                        | Filmdebut                       |
| 1927 | Das Mädchen mit den fünf Nullen                                         | -                                            |                                 |
| 1930 | Kärlek och bensin                                                       | Hans                                         |                                 |
| 1930 | Kärlekstjuven                                                           | Victor Sérigny                               |                                 |
| 1931 | Der Mann, der seinen Mörder sucht                                       | Hans Herfort                                 |                                 |
| 1931 | En natt i Monte Carlo                                                   | Peter Schmidt                                |                                 |
| 1931 | Kvinnan bakom allt                                                      | Peter Bergmann                               |                                 |
| 1931 | Svärfars lilla felsteg                                                  | Wittek                                       |                                 |
| 1931 | Man braucht kein Geld                                                   | Heinz Schmidt                                |                                 |
| 1932 | Der Stolz der 3. Kompanie                                               | Gustav Diestelbeck                           |                                 |
| 1932 | Bättre dag för dag                                                      | Fred Holmer                                  |                                 |
| 1932 | Strich durch die Rechnung                                               | Willy Streblow                               |                                 |
| 1933 | Jag och kejsarinnan                                                     | Didier                                       |                                 |
| 1933 | Lachende Erben                                                          | Peter Frank                                  |                                 |
| 1933 | Heimkehr ins Glück                                                      | Amadori                                      |                                 |
| 1933 | Drei blaue Jungs, ein blondes Mädel                                     | Heinni Jäger                                 |                                 |
| 1933 | Alle machen mit                                                         | -                                            | Kortfilm                        |
| 1933 | Es gibt nur eine Liebe                                                  | Eddy Blattner                                |                                 |
| 1934 | Storhertigens finanser                                                  | Pelotard                                     |                                 |
| 1934 | So ein Flegel                                                           | Hans Pfeiffer / Erich Pfeiffer               |                                 |
| 1934 | Pipin, der Kurze                                                        | August Pipin                                 |                                 |
| 1934 | Ein Walzer für dich                                                     | Benjamin Cortes                              |                                 |
| 1934 | Heinz im Mond                                                           | Aristides Nessel                             |                                 |
| 1934 | Frasquita: Zigenerskan                                                  | Hippolit                                     |                                 |
| 1935 | Der Himmel auf Erden                                                    | Peter Hilpert                                |                                 |
| 1935 | Wer wagt - gewinnt                                                      | Paul Normann                                 |                                 |
| 1935 | Eva                                                                     | Willibald Riegele                            |                                 |
| 1935 | Der Außenseiter                                                         | Peter Bang                                   |                                 |
| 1936 | Hemlig kärlek                                                           | Frnaz Angerer                                |                                 |
| 1936 | Allotria                                                                | David                                        |                                 |
| 1936 | Wenn wir alle Engel wären                                               | Christian Kempenich                          |                                 |
| 1936 | Lumpacivagabundus                                                       | Zwirn                                        |                                 |
| 1937 | Vad gör man ej för kärlek                                               | Toni Mathis                                  |                                 |
| 1937 | Den falske Sherlock Holmes                                              | Macky Mcpherson                              |                                 |
| 1937 | Gröna hissen                                                            | Billy Bartlett                               |                                 |
| 1938 | Die Umwege des schönen Karl                                             | Karl Kramer                                  |                                 |
| 1938 | 5 miljoner söka en arvinge                                              | Peter Pett                                   |                                 |
| 1938 | 13 stolar                                                               | Felix Rabe                                   |                                 |
| 1938 | Nanu, Sie kennen Korff noch nicht?                                      | Niels Korff                                  |                                 |
| 1939 | Gäckande hatten                                                         | Theo Farina                                  |                                 |
| 1939 | Ungkarlarnas paradis                                                    | Hugo Bartels                                 |                                 |
| 1939 | Hurra, jag är pappa!                                                    | Peter Ohlsen                                 |                                 |
| 1940 | Kleider machen Leute                                                    | Wenzel                                       |                                 |
| 1940 | Önskekonserten                                                          | Sig själv                                    |                                 |
| 1941 | Axel tar chansen                                                        | Axel Roth                                    |                                 |
| 1941 | Fy, så'na karlar!                                                       | Hermann Knittel                              |                                 |
| 1941 | Quax, alla tiders flygare                                               | Otto Groschenbügel / Quax                    |                                 |
| 1942 | Fronttheater                                                            | Sig själv                                    | Okrediterad                     |
| 1943 | Ta hand om min fru!                                                     | Peter Trost                                  |                                 |
| 1944 | Skolans skräck                                                          | Dr. Johannes Pfeiffer / Hans Pfeiffer        |                                 |
| 1947 | Quax i Afrika                                                           | Otto Groschenbügel / Quax                    |                                 |
| 1948 | Der Herr vom andern Stern                                               | Mannen från den andra stjärnan               |                                 |
| 1949 | Das Geheimnis der roten Katze                                           | André                                        |                                 |
| 1949 | Ich mach dich glücklich                                                 | Peter Krüger                                 |                                 |
| 1952 | Även i de bästa familjer                                                | Hugo Brinkmeyer                              |                                 |
| 1952 | Schäm' dich, Brigitte!                                                  | Dr. Felix Schneider                          |                                 |
| 1953 | Ingen rädder här                                                        | Emil Keller                                  |                                 |
| 1953 | Som ett brev på posten                                                  | Titus Müller                                 |                                 |
| 1954 | Flickorna på reeperbahn                                                 | Pittes Breuer                                |                                 |
| 1955 | Escale à Orly                                                           | Albert Petit                                 |                                 |
| 1955 | Wenn der Vater mit dem Sohne                                            | Teddy Lemke                                  |                                 |
| 1956 | Charleys tant                                                           | Dr. Otto Dernburg                            |                                 |
| 1956 | Kuppen i Köpenick                                                       | Wilhelm Voigt                                |                                 |
| 1956 | Söndagsbarnet                                                           | Anton Wibbel                                 |                                 |
| 1957 | Vater sein dagegen sehr                                                 | Lutz Ventura                                 |                                 |
| 1958 | Brott på ljusa dagen                                                    | Matthäi                                      |                                 |
| 1958 | Han kunde inte säja nej                                                 | Thomas Träumer                               |                                 |
| 1958 | Der Pauker                                                              | Dr. Hermann Seidel                           |                                 |
| 1958 | Der eiserne Gustav                                                      | Gustav Hartmann                              |                                 |
| 1959 | Menschen im Hotel                                                       | Carl Kringelein                              |                                 |
| 1959 | Han gick genom väggen                                                   | Herr Buchsbaum                               |                                 |
| 1960 | Lockfågeln                                                              | Dr. Ferdinand Bluhme                         |                                 |
| 1960 | Mein Schulfreund                                                        | Ludwig Fuchs                                 |                                 |
| 1960 | Soldaten Svejk                                                          | Josef Schwejk                                |                                 |
| 1960 | Das schwarze Schaf                                                      | Fader Brown                                  |                                 |
| 1961 | Der Lügner                                                              | Sebastian Schumann                           |                                 |
| 1962 | Max ficksar allt                                                        | Max Schilling                                |                                 |
| 1962 | Er kanns nicht lassen                                                   | Fader Brown                                  |                                 |
| 1963 | Meine Tochter und ich                                                   | Dr. Robert Stegemann                         |                                 |
| 1963 | Das Haus in Montevideo                                                  | Traugott Hermann Nägler                      |                                 |
| 1964 | Vorsicht Mister Dodd                                                    | Dr. Lancelot Dodd / Dr. Ivor Marmion         |                                 |
| 1965 | Dr. med. Hiob Prätorius                                                 | Dr. Hiob Prätorius                           |                                 |
| 1965 | Narrskeppet                                                             | Lowenthal                                    | Krediterad som "Heinz Ruehmann" |
| 1965 | Das Liebeskarussell                                                     | Professor Hellberg                           |                                 |
| 1966 | Hokuspokus oder: Wie lasse ich meinen Mann verschwinden...?             | Peer Bille                                   |                                 |
| 1966 | La bourse et la vie                                                     | Henry Schmidt                                |                                 |
| 1966 | Grieche sucht Griechin                                                  | Archilochos                                  |                                 |
| 1966 | Maigret und sein grösster Fall                                          | Kommissar Maigret                            |                                 |
| 1967 | Operazione San Pietro                                                   | Erik Braun                                   | Krediterad som "Heinz Ruhman"   |
| 1968 | Der Tod des Handlungsreisenden                                          | Willy Loman                                  | TV-film                         |
| 1968 | Die Ente klingelt um halb acht                                          | Dr. Alexander                                |                                 |
| 1968 | Heute zwischen gestern und morgen - Poesie und Prosa von Kurt Tucholsky | -                                            | TV-film                         |
| 1969 | Sag's dem Weihnachtsmann                                                | Leslie Darwin                                | TV-film                         |
| 1970 | Lerne Lachen ohne zu weinen                                             | -                                            | TV-film                         |
| 1970 | Mein Freund Harvey                                                      | Elwood Dowd                                  | TV-film                         |
| 1970 | Endspurt                                                                | Sam Kinsale                                  | TV-film                         |
| 1971 | Der Kapitän                                                             | Wilhelm Ebbs                                 |                                 |
| 1971 | Der Pfandleiher                                                         | Hilary                                       | TV-film                         |
| 1973 | Der Hausmeister                                                         | Davies                                       | TV-film                         |
| 1973 | Oh Jonathan, oh Jonathan!                                               | Konsul Jonathan Reynold                      |                                 |
| 1975 | Heinz Rühmann erzählt Märchen                                           | Berättare                                    |                                 |
| 1976 | Kein Abend wie jeder andere                                             | Roeder                                       | TV-film                         |
| 1977 | Das chinesische Wunder                                                  | Poliakoff                                    |                                 |
| 1977 | Gefundenes Fressen                                                      | Alfred Eisenhardt                            |                                 |
| 1978 | Heinz Rühmann erzählt Max und Moritz von Wilhelm Busch                  | Berättare                                    | TV-film                         |
| 1978 | Diener und andere Herren                                                | Kyrkvaktmästaren/ Butler / Edward            | TV-film                         |
| 1979 | Noch 'ne Oper                                                           | Golfspelare                                  | TV-film                         |
| 1979 | Balthasar im Stau                                                       | Lefèvre / Balthasar van Krogg / Lord Barclay | TV-film                         |
| 1980 | Aller guten Dinge sind drei. Serenade für Spieldose, Cello und Orgel    | Friebe/Eberts/Weber                          | TV-film                         |
| 1981 | Ein Zug nach Manhattan                                                  | Leon Sternberger                             | TV-film                         |
| 1983 | Es gibt noch Haselnuß-Sträucher                                         | Perret-Latour                                | TV-film                         |
| 1993 | Fjärran, så nära                                                        | Konrad                                       | Sista filmroll                  |